# 中国铁路国际联运旅客列车
中国铁路国际联运旅客列车（英語：China Railway International Intermodal Passenger Train），简称国际联运、国列，为中国国家铁路集团下属的南宁局集团、呼和浩特局集团、哈尔滨局集团、北京局集团、昆明局集团、西安局集团、乌鲁木齐局集团联合蒙古铁路（MTZ）、俄罗斯铁路（RZD）、越南铁路（VNR）和哈萨克斯坦铁路（KTZ）营运来往中国内地以及6个国家的国际客运服务。

## 历史
新中国成立后，为加强与社会主义阵营的联系，铁道部于1959年开通首趟国际联运列车——北京至莫斯科的K3/4次（经满洲里）。随后，中朝（北京—平壤）、中蒙（北京—乌兰巴托）等国列相继开通，主要服务于外交、公务和少量民间交流。
受中苏关系恶化影响，中苏列车班次缩减，但中朝、中越（后因战争中断）等国列仍维持运营。改革开放后，国际联运逐渐恢复，1985年北京—莫斯科列车改经二连浩特，运行时间缩短。
随着边境贸易和旅游需求增长，中国铁路与周边国家合作拓展线路。1996年开通乌鲁木齐—阿拉木图（中哈），2000年后新开南宁—河内（中越）、乌鲁木齐—阿斯塔纳（中哈）。同时，北京—莫斯科列车升级设施，吸引更多国际旅客。
受2019冠状病毒病疫情影响，2020年1月，中国铁路国际联运旅客列车全部暂停运营。2022年12月中国大陆疫情政策逐步转向“乙类乙管”后，经双边磋商，先是利用动车组开行了中老国列，后又逐步恢复部分中蒙、中俄及中越国列。2025年5月29日，中国—中亚国际人文旅游专列（西安—阿拉木图段）于西安站正式首发开行。中朝国列预计最早在8月恢复。

## 班次
| 路线                           | 车次                        | 乘务担当/车辆配属                                                   | 开行情况 |
| 现行车次                       | 现行车次                    | 现行车次                                                            | 现行车次 |
| ------------------------------ | --------------------------- | ------------------------------------------------------------------- | --- |
| 昆明-万象                      | D86/83、D84/85              | 中国铁路昆明局集团                                                  | 每周一、周五、周六、周日开行 |
| 昆明南-万象                    | D87/D88                     | 中国铁路昆明局集团                                                  | 首个由动车组开行、途径全部车站与铁路均由国铁集团管理运营的国际联运班次。 每日开行 |
| 北京西—河内（嘉林）            | Z5/Z6                       | 中国铁路南宁局集团                                                  | Z5：每星期四、日由北京西站发车，每星期二、六到达嘉林站 Z6：每星期二、五由嘉林站发车，每星期四、日到达北京西站 国际联运旅客一律分配到Z5/6次列车的9号车厢，并在南宁与T8701/2次列车换乘 |
| 南宁—河内（嘉林）              | T8701/T8702                 | 中国铁路南宁局集团                                                  | 每日开行 |
| 北京—乌兰巴托                  | K23/K24                     | 中国铁路北京局集团 蒙古国乌兰巴托铁路局                             | K23：每星期二由北京站发车，每星期三到达乌兰巴托 K24：每星期四由乌兰巴托发车，每星期五到达北京站 附：K23/K24次与K3/K4次北京—乌兰巴托间共线运行，使用相同时刻 中、蒙共同担当时，中国担当的K23次不变，K24次改为每周五乌兰巴托发，周六到北京 蒙铁担当的K24次占用原中铁担当时刻，K23次每周六北京发，周日到乌兰巴托 |
| 昆明-万象                      | Y26/27/28/25（星光·澜湄号） | 中国铁路昆明局集团                                                  | 不定期开行 |
| 西安-阿拉木图                  | Y29/30                      | 中国铁路西安局集团 中国铁路乌鲁木齐局集团                           | 不定期开行，西安-霍尔果斯段由西安局集团25T车底担当，霍尔果斯-阿拉木图段由乌鲁木齐局集团25G国际联运车底担当，霍尔果斯站集中换乘 |
| 绥芬河—格罗迭科沃              | 401/402                     | 中国铁路哈尔滨局集团                                                | 每日开行 |
| 二连—乌兰巴托                  | 681/682                     | 蒙古国乌兰巴托铁路局                                                | 每星期一、五由乌兰巴托站发车，每星期二、六由二连站发车 |
| 二连—乌兰巴托                  | 683/684                     | 蒙古国乌兰巴托铁路局                                                | 每日开行 |
| 二连—乌兰巴托                  | 685/686                     | 蒙古国乌兰巴托铁路局                                                | 每星期日、四由乌兰巴托站发车，每星期一、五由二连站发车 |
| 呼和浩特—乌兰巴托              | 4652/4653/4654/4651         | 中国铁路呼和浩特局集团 蒙古国乌兰巴托铁路局                         | 每星期一、五由呼和浩特站发车，抵达二连站后国内段与国际段解编，国际段编入683次过境，每星期三、日到达乌兰巴托站 每星期一、五由乌兰巴托站随684次一并发车，过境抵达二连站后解编并编入4654/1次国内段，每星期二、六到达呼和浩特站                                                                                   |
| 因疫情等因素暂停运行至今的车次 |                             |                                                                     | |
| 北京—乌兰巴托—莫斯科           | K3/K4                       | 中国铁路北京局集团                                                  | K3：每星期三由北京站发车，每星期四停靠乌兰巴托站，每星期一到达莫斯科 K4：每星期二由莫斯科发车，每星期日停靠乌兰巴托站，每星期一到达北京站 |
| 北京—满洲里—莫斯科             | K19/K20                     | 俄罗斯联邦铁路客运股份有限公司莫斯科铁路局                          | K19：每星期六由北京站发车，每星期四到达莫斯科 K20：每星期六由莫斯科发车，下星期六到达北京站。因K19/20次与K39/40次部分区段共线，K39次每周五、六停驶；K40次每周四、五停驶，客运高峰期间每周五单向增加K40次。自2016年1月10日起，K39/40次列车改为T39/40次列车，不再与K19/20次列车共线运行。                       |
| 北京—平壤                      | K27/K28                     | 中国铁路北京局集团 朝鲜铁道省平壤铁路局                             | K27：每星期一、三、四、六由北京站发车，每星期二、四、五、日到达平壤 K28：每星期一、三、四、六由平壤发车，每星期二、四、五、日到达北京 |
| 二连—扎门乌德                  | 33/34                       | 蒙古国乌兰巴托铁路局                                                | 每日开行 |
| 丹东—平壤                      | 95/96                       | 中国铁路沈阳局集团 朝鲜铁道省平壤铁路局                             | 每日开行。 |
| 满洲里—赤塔                    | 649/650                     | 俄罗斯联邦铁路客运股份有限公司后贝加尔铁路局                        | 北京时间 每周五，周日 14时 自满洲里站发车，抵达赤塔站时间为 分别为 莫斯科时间 每周六和周一 2点53分。运行时间 17:53 莫斯科时间 每周四，周六14:20 自赤塔站发车，抵达满洲里站时间为北京时间 每周五，周日11时。运行时间 15:40                                                                                     |
| 乌鲁木齐南—阿拉木图            | K9795/K9796                 | 中国铁路乌鲁木齐局集团                                              | 每星期六由乌鲁木齐南站发车，每星期日到达阿拉木图 每星期一由阿拉木图发车，每星期二到达乌鲁木齐南站 |
| 乌鲁木齐南—阿拉木图            | K9795/K9796                 | 哈萨克斯坦铁路客运总公司阿拉木图铁路局                              | 每星期一由乌鲁木齐南站与K9797次一并发车，星期二抵达阿克斗卡解挂，每星期三到达阿拉木图 每星期日由阿拉木图发车，抵达阿克斗卡后加挂K9798次，每星期一到达乌鲁木齐南站 |
| 乌鲁木齐南—阿斯塔纳            | K9797/K9798                 | 哈萨克斯坦铁路客运总公司阿克斗卡铁路局                              | 每星期一由乌鲁木齐南站与K9795次一并发车，星期二抵达阿克斗卡解挂，每星期三到达阿斯塔纳 每星期六由阿斯塔纳发车，星期日抵达阿克斗卡加挂K9796次，每星期一到达乌鲁木齐南站 |
| 疫情前就已停运的车次           |                             |                                                                     | |
| 哈尔滨—海参崴—伯力             | K7023/K7024                 | 中国铁路总公司哈尔滨铁路局 俄罗斯联邦铁路客运股份有限公司远东铁路局 | 该国际加挂车厢（2节）自2013年8月16日起停运。 原运行时间： K7023：每星期三、六由哈尔滨站发车，每星期五、一到达海参崴、伯力 K7024：每星期一、四由伯力、海参崴发车，每星期三、六到达哈尔滨站。 |

## 利用状况
上述中國开行的国际列车中，旅客一般均需在邊境口岸辦理出入境手續，例如北京往河內列車，出境手續在廣西憑祥辦理。由于俄羅斯、蒙古的轨距与中國不同，因此列車需要在边境站换輪，而中越兩國的軌距亦不同，但在中國憑祥至越南諒山省同登站間鋪有標準軌，并延至河内嘉林站（混合轨），北京西站开出的Z5/6次列车會開抵南寧，乘客在南寧換乘T8701/8702次列车，在凭祥和同登接受边防检查，最后经河同铁路抵达嘉林站。
售票方面，北京局集团除Z5/6次指定中国铁道旅行社售票外，其他车次指定中国国际旅行社售票，并均加收手续费50元/每人张，火车站只出售国内段车票（其中K4、K24次国内段为手写代用票，而其他车次国内段则实行电子客票，并部分支持自助售票机），且须在指定窗口凭护照或边境通行证或当地身份证购买（一般为值班主任窗口，如北京站1号窗口）。乘客可在网上查询时刻表。哈尔滨局集团同样指定当地中国国际旅行社办事处销售K19/20次车票，401/402次指定绥芬河市先锋国际列车服务有限责任公司售票。呼和浩特局集团4652/4653次列车可在呼和浩特站直接售票（12号窗口），而4654/4651次则只能通过蒙古乌兰巴托站购票，中国境内只在沿线销售国内段车票，681~686次在二连浩特迎宾路如意大厦对面设有专门的售票处。南宁局集团T8701/8702次沿线每个车站负责自己站上车的国际联运车票（不过桂林站可以代售南宁→河内嘉林的车票）。乌鲁木齐局集团指定乌鲁木齐南站亚欧宾馆、乌鲁木齐站12号窗口及霍尔果斯站1号窗口销售K9795/9796次（无论中哈担当）及哈铁K9797/K9798次国际联运车票。中老国列车票则可通过12306网站或老中铁路app购买。

## 外部连结
- 中国国际列车相关信息 （页面存档备份，存于）